# Луиза Доротея фон Саксония-Майнинген
Луиза Доротея фон Саксония-Майнинген (на немски: Luise Dorothea von Sachsen-Meiningen; * 10 август 1710, Кобург; † 22 октомври 1767, Гота) е принцеса от Саксония-Майнинген и чрез женитба херцогиня на Саксония-Гота-Алтенбург (1732 – 1767).

## Живот
Дъщеря е на херцог Ернст Лудвиг I фон Саксония-Майнинген (1672 – 1724) и първата му съпруга Доротея Мария фон Саксония-Гота-Алтенбург (1674 – 1713), дъщеря на херцог Фридрих I фон Саксония-Гота-Алтенбург и първата му съпруга Магдалена Сибила фон Саксония-Вайсенфелс.
Луиза Доротея се омъжва на 17 септември 1729 г. в Гота за братовчед си принц Фридрих, който става през 1732 г. като Фридрих III херцог на Саксония-Гота-Алтенбург. Луиза Доротея помага херцогството да стане културен център в Тюрингия, взема участие в политиката. Кореспондира си с Волтер, Дидро и Русо. Волтер е поканен и е в Гота от 15 април до 25 май 1753 г. и е очарован от нея. Тя си пише и с пруския крал Фридрих Велики, който я посещава на 3 и 4 декември 1762 г. в дворец Фриденщайн в Гота.
Луиза Доротея умира на 22 октомври 1767 г. на 57 години в Гота. Погребана е, според завещанието си от 21 октомври 1767 г., в градската църква „Св. Маргарета“ в Гота.
- Луиза Доротея фон Саксония-Майнинген
- Херцогиня Луиза Доротея, 1858 г. в списанието Die Gartenlaube
- Дворец Фриденщайн в Гота

## Деца
Луиза Доротея и херцог Фридрих III имат децата:
- Фридрих (1735 – 1756)
- Лудвиг (1735)
- мъртвороден син (*/† 1735, близнак на Лудвиг)
- мървородени синове близнаци (*/† 1739)
- Фридерика Луиза (1741 – 1776)
- Ернст II Лудвиг (1745 – 1804), херцог на Саксония-Гота-Алтенбург, женен на 21 март 1769 г. за Шарлота фон Саксония-Майнинген, дъщеря на херцог Антон Улрих фон Саксония-Майнинген и Шарлота Амалия фон Хесен-Филипстал
- София (1746)
- Август (1747 – 1806)